# Cucurbitina
Cucurbitina es un género de foraminífero bentónico considerado homónimo posterior de Cucurbitina Alexander, 1833, y sinónimo posterior de Bulimina de la familia Buliminidae, de la superfamilia Buliminoidea, del suborden Buliminina y del orden Buliminida. Su especie tipo era Cucurbitina cruciata. Su rango cronoestratigráfico abarcaba el Holoceno.

## Discusión
Clasificaciones previas incluían Cucurbitina en el suborden Rotaliina del orden Rotaliida.

## Clasificación
Cucurbitina incluía a la siguiente especie:
- Cucurbitina cruciata